# Tegosa similis
Tegosa similis är en fjärilsart som beskrevs av Higgins 1981. Tegosa similis ingår i släktet Tegosa och familjen praktfjärilar. Inga underarter finns listade i Catalogue of Life.